# Романо Канавезе
Романо Канавезе (итал. Romano Canavese) је насеље у Италији у округу Торино, региону Пијемонт.
Према процени из 2011. у насељу је живело 2792 становника. Насеље се налази на надморској висини од 237 м.

## Становништво
Према резултатима пописа становништва 2011. у општини је живело 2.937 становника.
| 1931. | 1936. | 1951. | 1961. | 1971. | 1981. | 1991. | 2001. | 2011. |
| ----- | ----- | ----- | ----- | ----- | ----- | ----- | ----- | ----- |
| 1.606 | 1.487 | 1.462 | 1.562 | 1.991 | 2.829 | 1.981 | 2.943 | 2.937 |